# Melanoleuca melaleuca
Melanoleuca melaleuca (Pers.) Murrill, Mycologia 3: 167 (1911) è un fungo appartenente alla famiglia Tricholomataceae.

## Descrizione della specie
Cappello
Carnoso, convesso e poi appiattito, umbonato, di colore che varia dal grigio-bruno a grigio-scuro, 3-8 cm di diametro.
Lamelle
Bianche, fitte, ventricose, annesse al gambo.
Gambo
6-10 x 0,6-1,2 cm, biancastro, con sfumature brunastre, cilindrico, elastico, un po' ingrossato alla base.
Carne
Sottile, molle, biancastra.
- Odore: fungino.
- Sapore: speciale.

Spore
Bianche in massa, amiloidi.

## Habitat
Cresce in estate-autunno, ai margini dei boschi di latifoglie e di aghifoglie, nei prati, pascoli e radure.

## Commestibilità
Discreta.

## Etimologia
Dal greco melas = nero e leukòs = bianco, nero e bianco, per i colori contrastanti delle lamelle e del cappello.

## Sinonimi e binomi obsoleti
- Agaricus melaleucus Pers., Synopsis Methodica Fungorum (Göttingen): 355 (1801)
- Melanoleuca graminicola sensu Kühner &; Romagnesi, auct.; fide Checklist of Basidiomycota of Great Britain and Ireland (2005)
- Melanoleuca vulgaris sensu auct.; fide Checklist of Basidiomycota of Great Britain and Ireland (2005)
- Tricholoma melaleucum (Pers.) P. Kumm., Führer Pilzk.: 133 (1871)